# 12141 Chushayashi
12141 Chushayashi è un asteroide della fascia principale. Scoperto nel 1960, presenta un'orbita caratterizzata da un semiasse maggiore pari a 2,6448910 UA e da un'eccentricità di 0,0435598, inclinata di 1,90848° rispetto all'eclittica.